# アーク溶接作業者
アーク溶接作業者（アークようせつさぎょうしゃ）とは、アーク溶接等の業務に係る特別教育を修了した者。

## 概要
- 金属電極と被溶接物の間にアーク（火花）を発生させ、その熱を利用して溶接する方法であるアーク溶接を行う上で必要な資格である。アーク溶接業務（手アーク溶接（被覆アーク溶接、ガス・シールドアーク溶接など）、半自動アーク溶接、自動溶接）を行うことができる。

## 受講資格
- 満18歳以上。

## 特別教育
- 特別教育は各事業所（企業等）又は都道府県労働局長登録教習機関において行われる。
- 告示で規定された履修時間は21時間（以上）となっている。

### 講習科目
- 学科

1. アーク溶接等に関する知識(1時間)
2. アーク溶接装置に関する基礎知識(3時間)
3. アーク溶接等の作業の方法に関する知識(6時間)
4. 関係法令(1時間)

- 実技

1. アーク溶接装置の取扱い及びアーク溶接等の作業の方法(10時間)